# Pontormo
Jacopo Carucci, connu sous le nom de Jacopo da Pontormo, ou plus simplement Pontormo, né à Pontorme (quartier d'Empoli) le 24 mai 1494 et enterré à Florence le 2 janvier 1557, est un peintre italien de l'école florentine et l'un des représentants du mouvement maniériste dans la peinture du XVIe siècle.
Élève d’Andrea del Sarto avec Rosso Fiorentino, il est lui-même le maître d’artistes tels que Bronzino et Giovanni Battista Naldini.

## Biographie

### Jeunesse
Jacopo Carrucci est fils d'un peintre florentin du nom de Bartolomeo di Jacopo di Martino Carrucci et d'Alessandra di Pasquale di Zanobi. Son père a été peintre dans l'atelier de Domenico Ghirlandaio, mais aucune œuvre de lui n'est connue. La naissance de son premier-né Jacopo a lieu le 24 ou 25 mai 1494. Quelques années plus tard, en 1499, son père meurt, suivi quelques années plus tard par sa mère, qui le laisse orphelin à seulement dix ans, en 1504.
Jacopo est confié à la Porta dei Pupilli, la magistrature florentine qui s'occupe des biens des orphelins ; il est pris en charge par sa grand-mère maternelle Brigitta, qui l'éduque  et l'envoie à l'âge de treize ans à Florence, où il passe le reste de sa vie.

### Formation

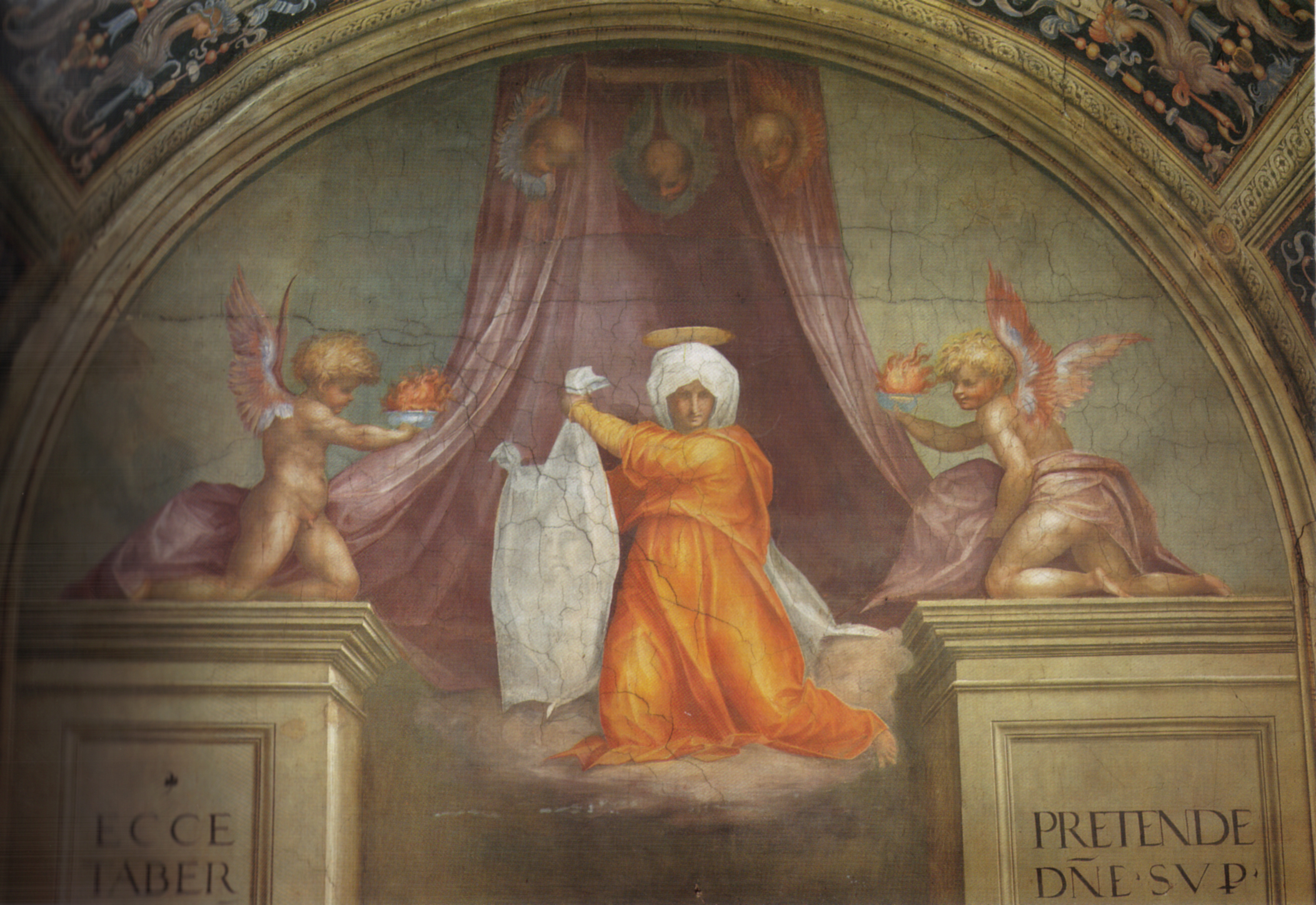
Véronique, 1514, chapelle des Papes, Florence.

Selon Giorgio Vasari, Pontormo fréquente les ateliers de certains des principaux artistes alors actifs à Florence : Piero di Cosimo (vers 1510), Andrea del Sarto, Mariotto Albertinelli, Fra Bartolomeo ; il a également des contacts sporadiques avec Léonard de Vinci. Ces informations sont confirmées par les influences stylistiques de ses premières œuvres, qui ont progressivement disparu, à l'exception de celles liées à Andrea del Sarto. Pontormo travaille dans l'atelier de ce dernier à partir de 1512 et crée ses premières œuvres indépendantes, imitant tout d'abord son style narratif et ses rythmes bien ordonnés. Les sources mentionnent une petite Madone Annunciata et une prédelle pour le retable de l'Annonciation de San Gallo de Del Sarto, peintes en collaboration avec Rosso et probablement détruites lors de l'inondation de 1557. La description de Vasari demeure : « un Christ mort et deux angelots qui l'éclairent avec des torches et le pleurent, et, de chaque côté, dans deux médaillons, deux prophètes peints si habilement qu'ils semblent avoir été exécutés non par un jeune garçon, mais par un maître praticien. ». Certains attribuent également à Pontormo certaines figures du retable, comme l'homme nu assis sur les marches en arrière-plan.
Il réalise ses premiers travaux officiels dans la basilique de la Santissima Annunziata, qui connait alors un intense programme de décoration abondamment documenté, lié à la visite de Léon X à Florence. Cosimo di Andrea Feltrini, spécialiste des grotesques, est chargé de décorer l'arc d'entrée de la basilique avec diverses figures, mais les contraintes de temps l'obligent à recourir à de l'aide, notamment à Jacopo, âgé de dix-neuf ans, qui crée ainsi les figures de la Foi et de la Charité, aujourd'hui très endommagées (les originaux se trouvent au musée du Cenacolo di San Salvi, tandis que des copies sont conservées sur place). L'œuvre connait un succès notable, déclenchant également - selon Vasari - une certaine jalousie du maître Andrea del Sarto.
Andrea del Sarto a dû confier à ses élèves les plus prometteurs, Rosso Fiorentino et Pontormo, la création de deux lunettes avec les Histoires de la Vierge dans le Chiostrino dei Voti, un cycle en grande partie créé par lui-même les années précédentes. Pontormo crée la Visitation (1512-1513), avec une solide structure monumentale.
La relation basée sur l'émulation avec Andrea del Sarto, dans lequel le jeune Pontormo voit celui qui a réussi dans une certaine mesure à harmoniser le sfumato de Léonard, la plasticité de Michel-Ange et le classicisme de Raphaël, dure approximativement jusqu'à la fin de la deuxième décennie du siècle.
Pontormo aurait effectué un premier séjour à Rome vers 1515, une information basée uniquement sur les données stylistiques de ses œuvres, dans lesquelles on peut lire des références au plafond de la chapelle Sixtine de Michel-Ange et aux deux premières chambres de Raphaël au palais du Vatican. L'influence croissante de Michel-Ange sur Pontormo commence à être marquée, que l'on retrouve dans des œuvres telles que la Conversation sacrée de San Ruffillo et, surtout, Véronique, dans lesquelles des éléments stylistiques dérivés de Michel-Ange trouvent leur expression, comme le mouvement rapide, les poses contrastées de figures symétriques, la couleur vive et irisée.

### Création d'une langue originale

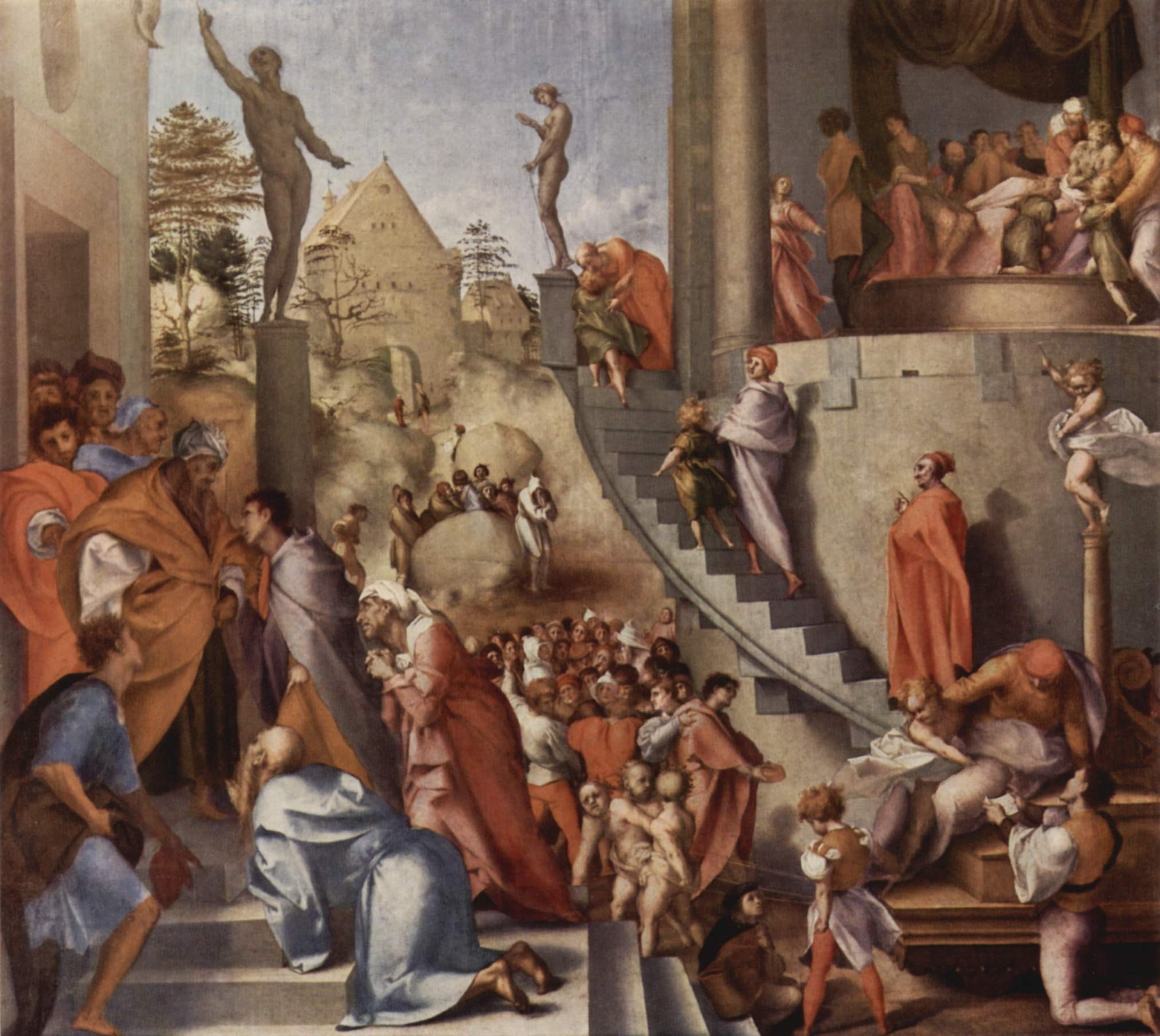
Joseph en Égypte, entre 1517 et 1518, National Gallery.

Vasari dresse un portrait enthousiaste du jeune Pontormo, comme un jeune homme très prometteur, une sorte d'enfant prodige de la peinture ; même Raphaël et Michel-Ange reconnaissent le talent exceptionnel de Pontormo et lui prédisent une brillante carrière artistique. C'est précisément cela qui le conduira plus tard, selon Vasari, à abandonner les « bons modèles » de la peinture et à s'aventurer dans des expériences et des innovations qui ne sont pas comprises à l'époque, et que Vasari lui-même considère comme bizarres, immodérées et excessives. Aujourd'hui, l'opinion de Vasari est largement dépassée par les critiques, qui considèrent ces dernières années le développement fondamental de son propre style pictural, autonome de la tradition et résolument anticlassique.
Les quatre panneaux des Histoires de Joseph le Juif (vers 1517-1518), qui font partie d'une décoration plus vaste destinée à la chambre nuptiale Borgherini qu'il réalise avec Andrea del Sarto, Francesco Granacci et Francesco d'Ubertino, se distinguent parmi les œuvres qui représentent le mieux ce passage. Dans ces peintures, on peut voir la rupture avec les schémas traditionnels, avec des scènes plus encombrées et plus complexes divisés en espaces. Inspiré par les estampes nordiques, qui commencent à peine à circuler à Florence à cette époque (notamment celles de Lucas van Leyden et Albrecht Dürer), l'artiste rompt avec la tradition italienne d'organisation de l'image autour d'un point d'appui central : il répartit les personnages aux quatre coins du tableau, en groupes judicieusement coordonnés, le regard du spectateur étant guidé en profondeur, grâce également aux poses particulières. Il commence également à expérimenter des couleurs vives et lumineuses.

### Poggio a Caiano
À partir de 1519, Pontormo participe à la décoration des salles de la villa médicéenne de Poggio a Caiano. Le client est Ottaviano de Médicis pour le compte de Léon X et du cardinal Giulio, le futur Clément VII. Pour célébrer les gloires de la famille Médicis, Paul Jove élabore un programme d'épisodes de l'histoire romaine, qui rappelle les gloires des membres de la famille. Andrea del Sarto et Franciabigio travaillent également sur les fresques, créant chacun une grande scène sur un mur. Mais en 1521, la mort du pape suspend toutes les activités. Pontormo est chargé de créer une lunette avec un épisode tiré des Métamorphoses d'Ovide, représentant Vertumne et Pomone, l'une de ses œuvres maîtresses, avec un thème plus lié à l'otium de la vie rustique qu'à un épisode historique et de célébration. Une fois de plus, il démontre sa capacité à renouveler les motifs traditionnels, en plaçant les deux divinités en bas, aux extrémités, et en peuplant la lunette de personnages harmonieusement disposés autour de l'oculus.
Son portrait posthume de Cosme de Médicis commandé par Ottaviano de' Medici témoigne encore de la confiance que lui accorde la famille princière.
Il signe son manifeste maniériste avec le retable Pucci de l'église san Michele Visdomini à Florence vers 1518.

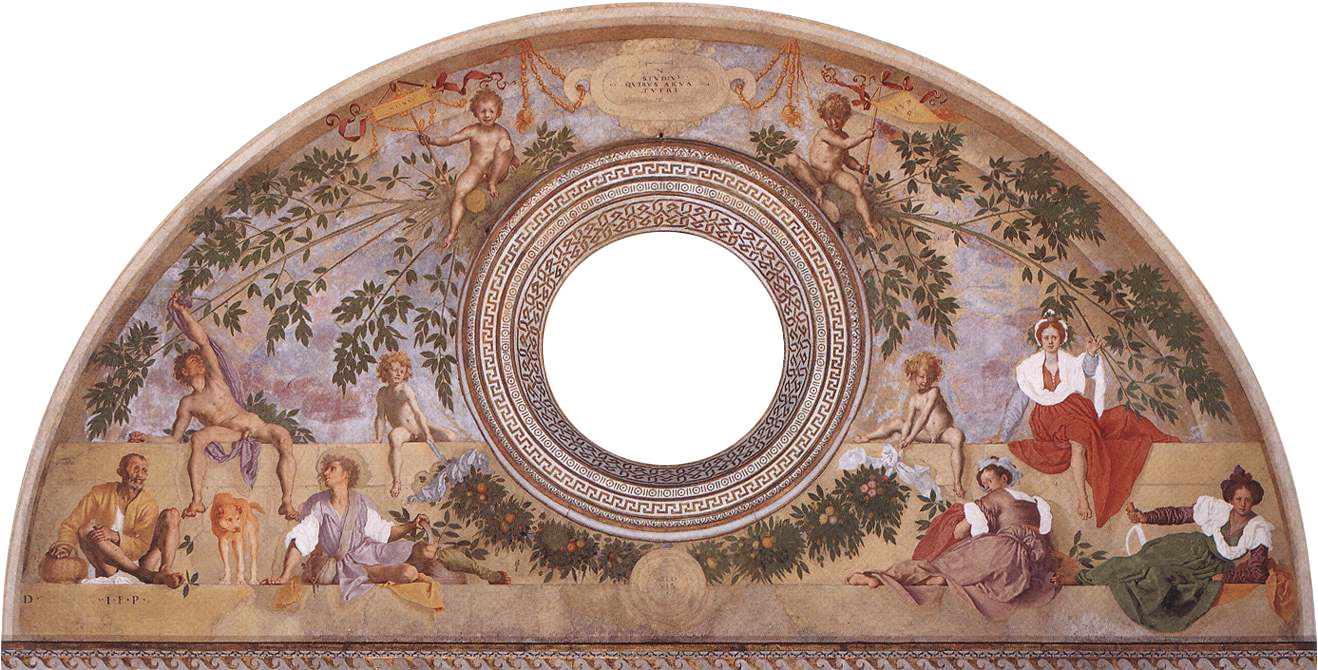
Vertumne et Pomone, villa médicéenne de Poggio a Caiano.
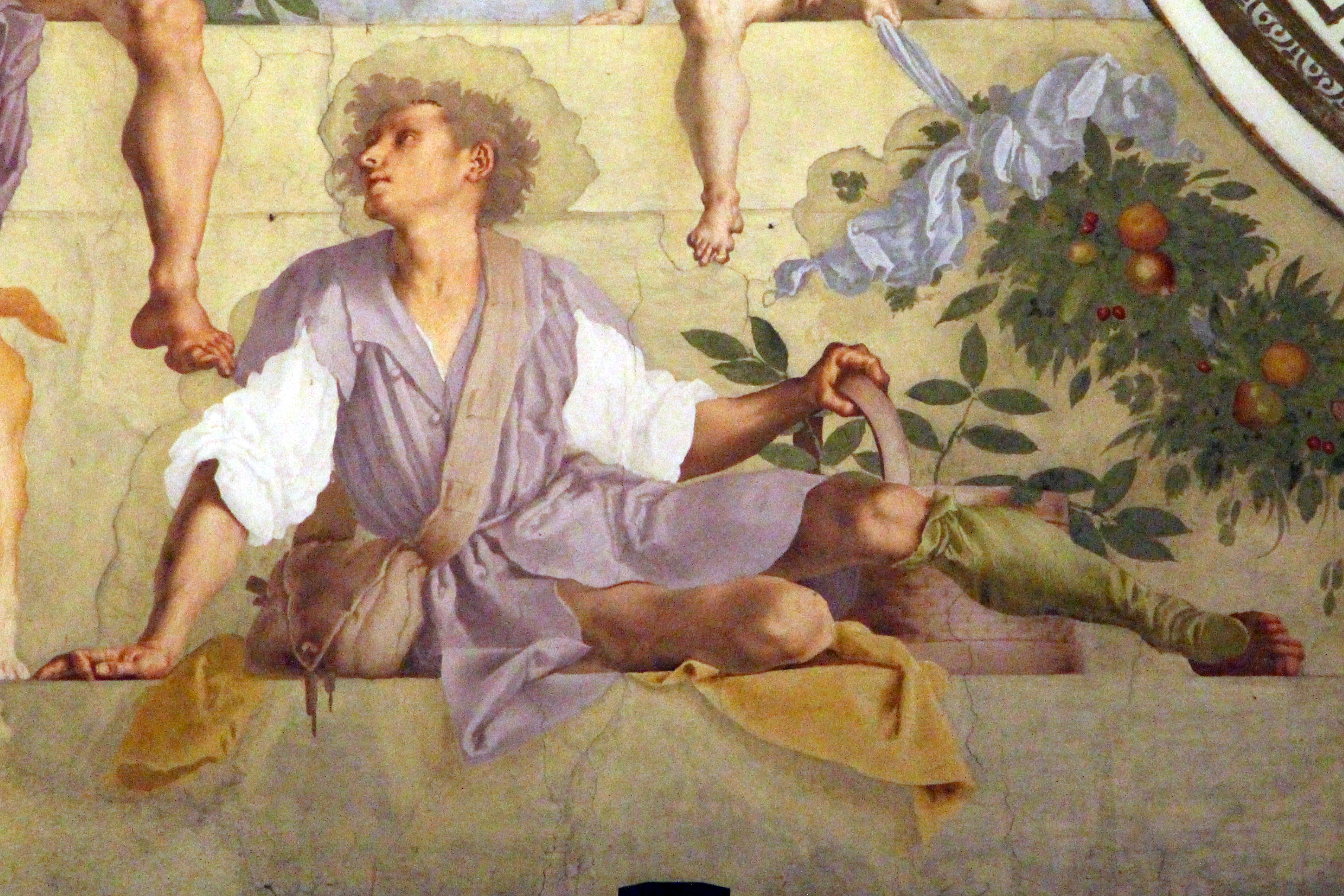
Détail de Vertumne et Pomone.
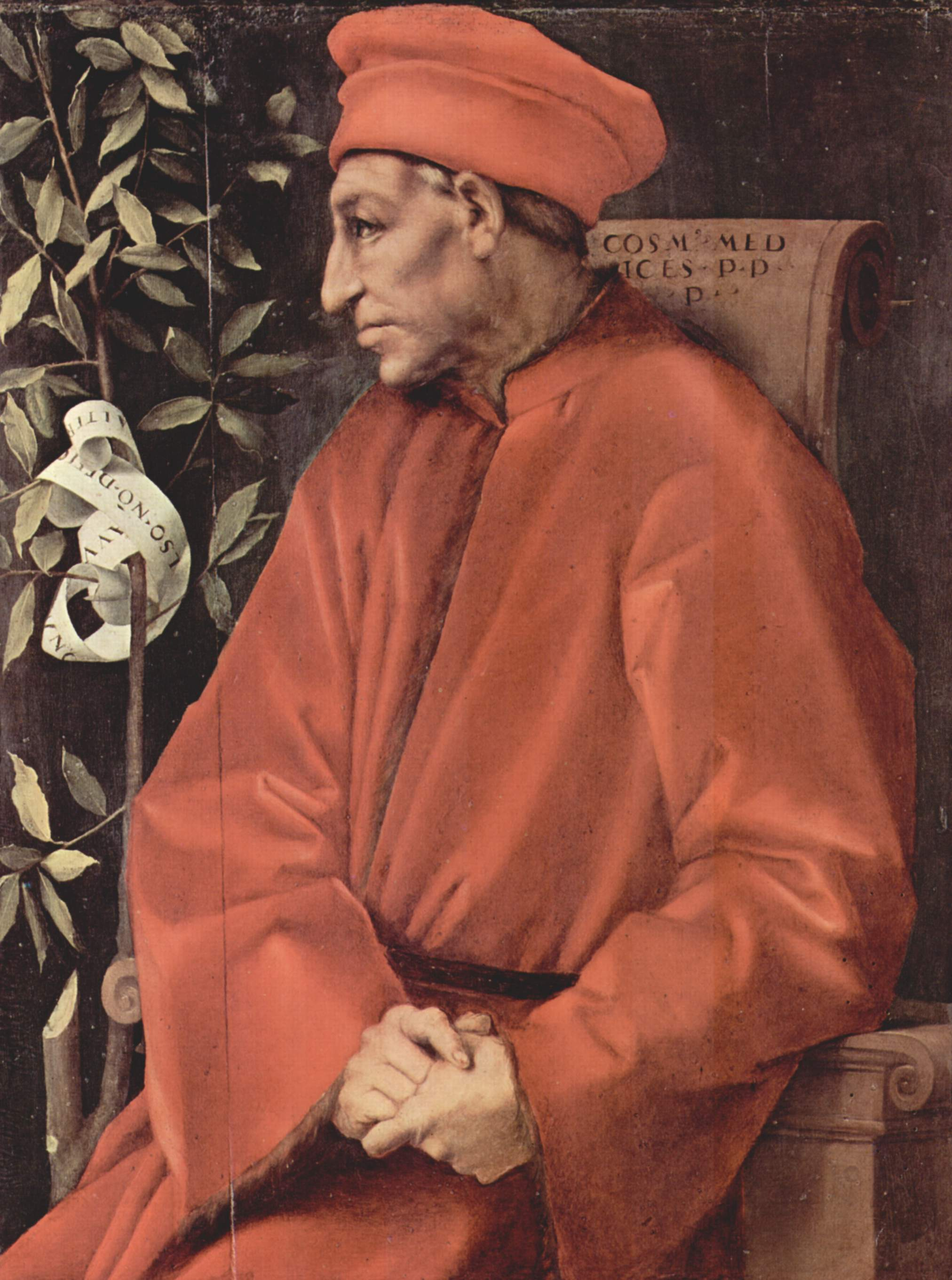
Portrait de Cosme l'Ancien, 1519-1520, musée des Offices, Florence.

### Chartreuse de Florence

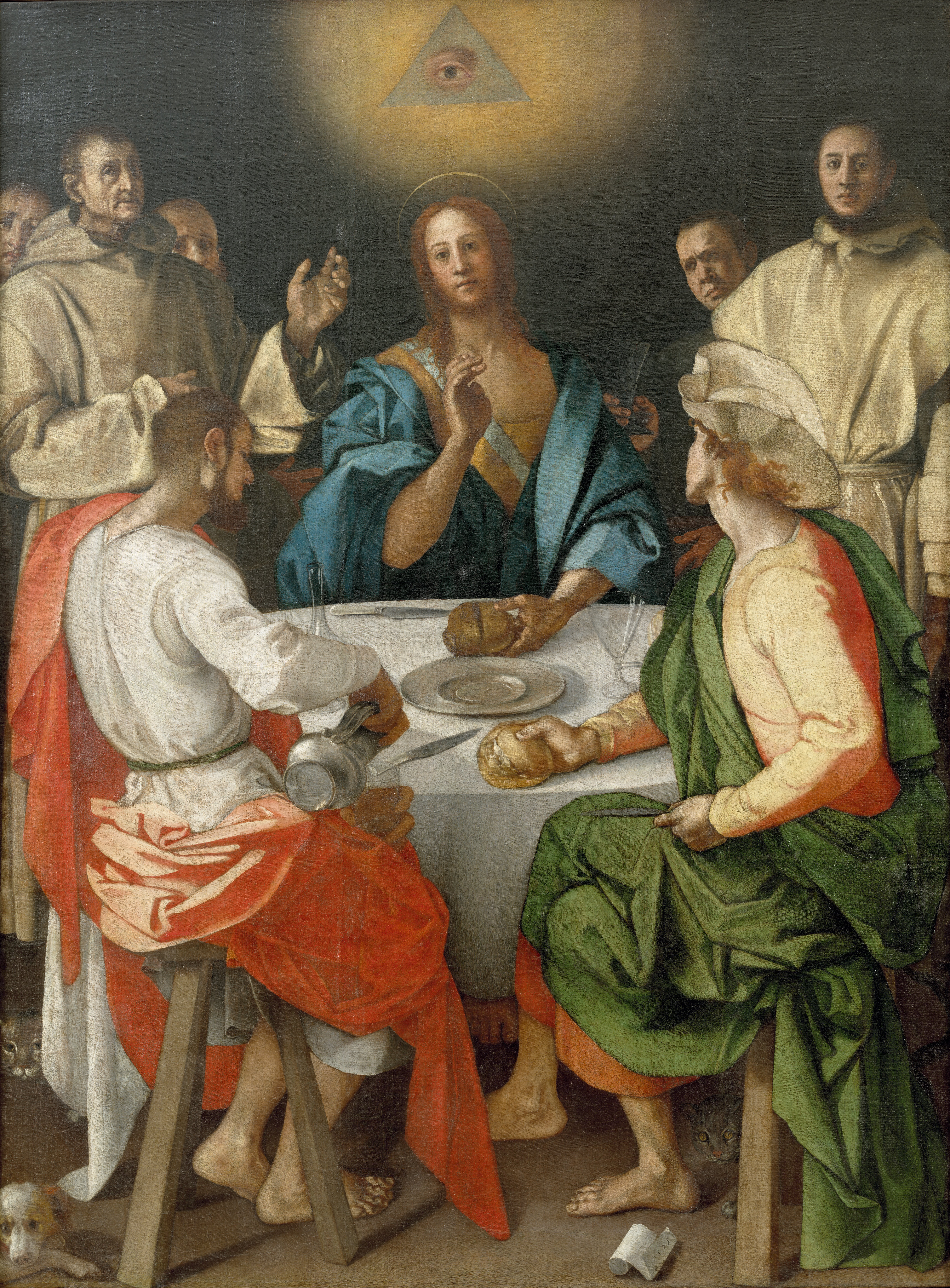
Le Souper à Emmaüs, musée des Offices.

Comme Vasari le note précisément, entre la fin de 1522 et 1523, Pontormo part de Florence pour échapper à l'épidémie de peste qui y sévit : accompagné uniquement de son élève Bronzino, il se rend à la Chartreuse de Galluzzo, où il trouve l'hospitalité des moines et reçoit diverses commandes, qu'il achève en 1527. Il peint à fresque les lunettes du Grand cloître avec des Scènes de la Passion, en réalisant cinq sur six (le Mise en  Croix reste au niveau du dessin préparatoire), aujourd'hui dans la pinacothèque installée dans le grand réfectoire. Dans ces œuvres, l'influence des gravures de Dürer (en particulier la série de la Petite Passion) est évidente ; cela lui vaut d'être décrié par Vasari, qui le décrit comme étant dans une situation bien pire que dans sa jeunesse ; la Renaissance allemande est également considérée avec suspicion dans ces années de la Contre-Réforme, car elle éveille des soupçons de sympathies luthériennes. Pinelli a trouvé des similitudes dans les scènes avec une autre œuvre nordique, les Scènes de la Passion du Christ de Hans Memling, à cette époque à hôpital Santa Maria Nuova, une institution gouvernée par le même prieur que la chartreuse, Leonardo Buonafede.
En général, ces influences se manifestent dans les profils allongés, dans les vêtements et dans les expressions pathétiques des personnages : de cette manière, Pontormo réussit à se libérer de la tradition florentine, parvenant à une synthèse formelle nouvelle et libre.
Après avoir terminé le décor de la fresque, Pontormo peint la grande toile du Souper à Emmaüs, destinée au réfectoire de la maison d'hôtes ou au garde-manger. Il représente le moment précis où Jésus, en rompant le pain, se révèle aux deux disciples spectateurs : l'un lève la tête à la révélation soudaine ; l'autre, toujours insouciant, verse du vin de la cruche. La représentation de l'instant, alliée à un réalisme jamais vu auparavant dans le mobilier, dans les mains et les pieds des personnages, dans les animaux sous la table, et à une accentuation des volumes due au fond sombre (par exemple dans les apparitions des moines chartreux derrière Jésus), en font une œuvre d'une extraordinaire modernité, anticipant les recherches du Caravage, de Diego Vélasquez et de Francisco de Zurbarán.

### Chapelle Capponi

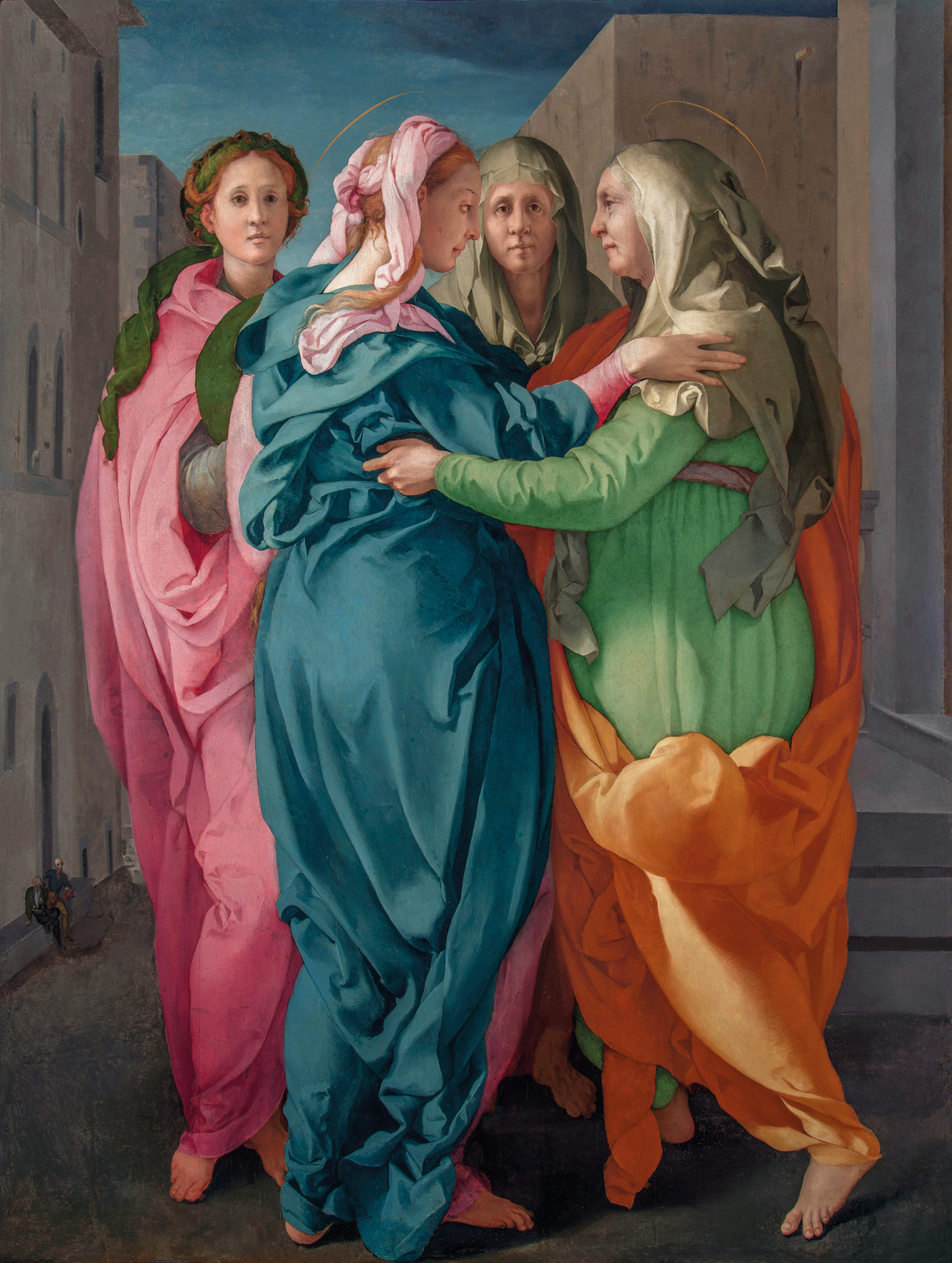
Visitation de Carmignano, 1528.

Sa carrière de peintre se poursuit toujours à Florence, et en 1525, Jacopo est appelé à rejoindre l'Académie des beaux-arts de Florence.
De 1526 à 1528, ses recherches formelles atteignent leur apogée dans la décoration de la chapelle Capponi de l'église Santa Felicita de Florence, conçue par Filippo Brunelleschi au XIVe siècle, et dont la décoration lui est confiée par Ludovico Di Gino Capponi. La peinture de la voûte avec Dieu le Père a été perdue, mais Les Quatre Évangélistes dans les tondi des panaches réalisés avec la collaboration du jeune Bronzino, et deux de ses plus grands chefs-d'œuvre ont été conservés : une Annonciation sur le mur de côté et un retable représentant La Déposition au-dessus de l'autel. Après avoir éliminé toute référence spatiale, il insère onze personnages dans un espace indistinct à la composition singulière, aux poses contorsionnées et aux visages douloureux, soulignés par l'utilisation de couleurs acides et d'une lumière irréelle, réalisant une des œuvres les plus importantes des débuts du maniérisme.
En 1529, il peut acheter une maison pour vivre et travailler, et commence ainsi à exploiter son propre atelier. Vasari dit que sa maison est un refuge : « Pour accéder à sa chambre à coucher, où parfois il travaillait, on grimpait par une échelle de bois, qu'il remontait à l'aide d'un treuil une fois arrivé, afin que personne ne puisse venir chez lui sans malgré lui ou à son insu. » Grâce également à ses attitudes quelque peu « bohèmes », Pontormo incarne un type d'artiste résolument moderne.
Le siège de Florence par les armées impériales en 1529 et la mort d'Andrea del Sarto l'année suivante, interrompent la phase expressive de sa vie. Pontormo sombre alors dans un profond désespoir qu'il avait jusque-là réussi à contenir.

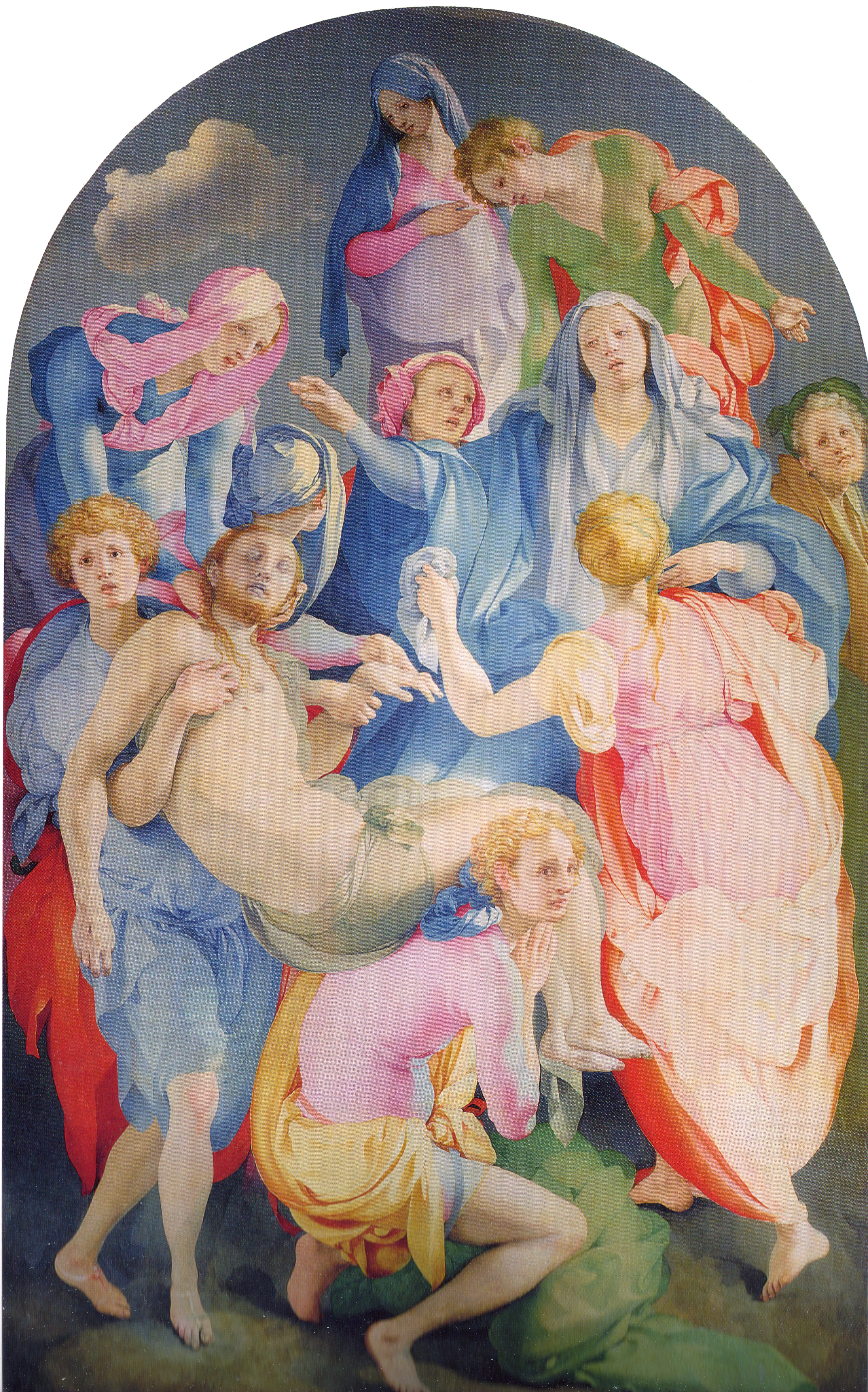
La Déposition.
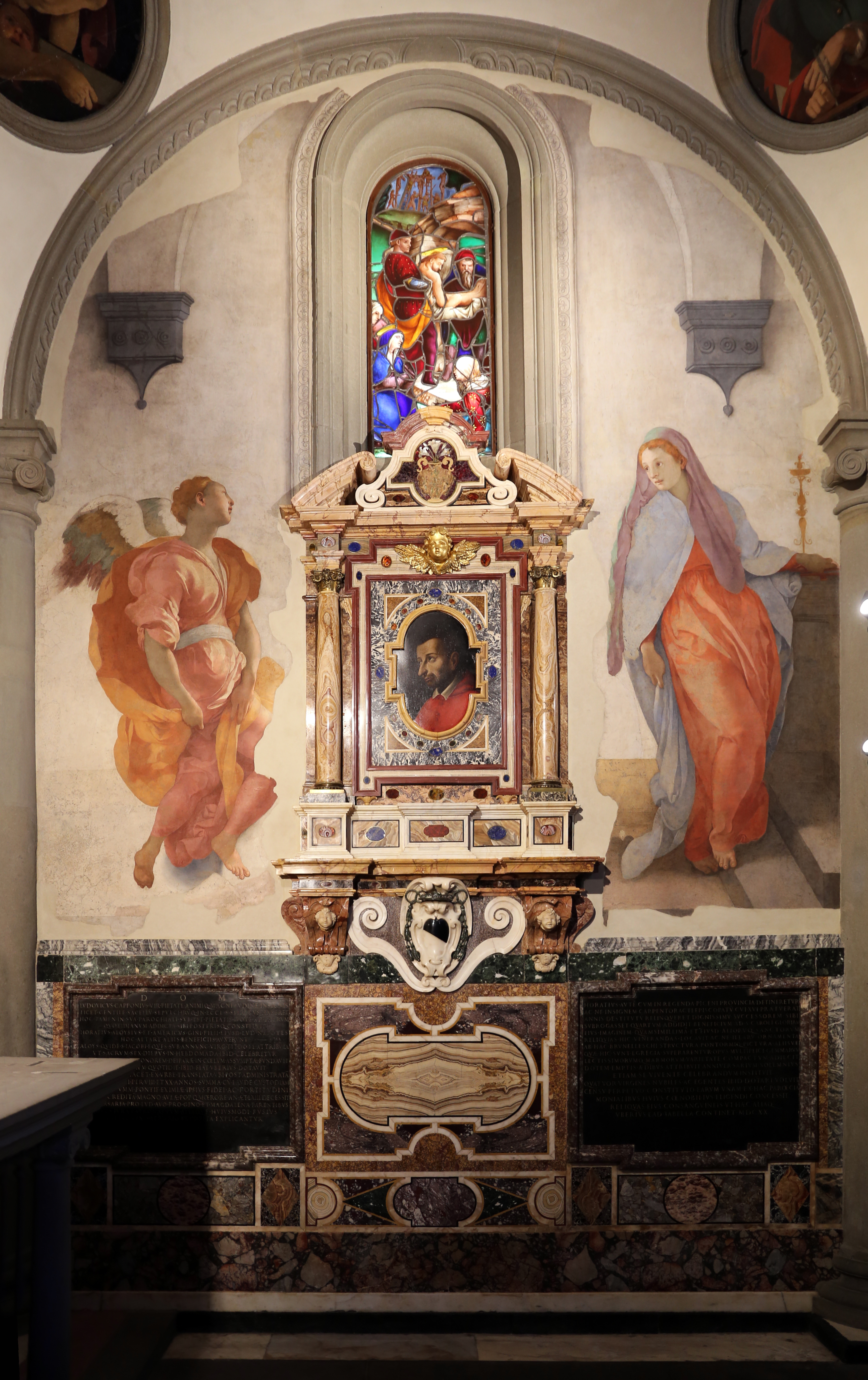
Annonciation.
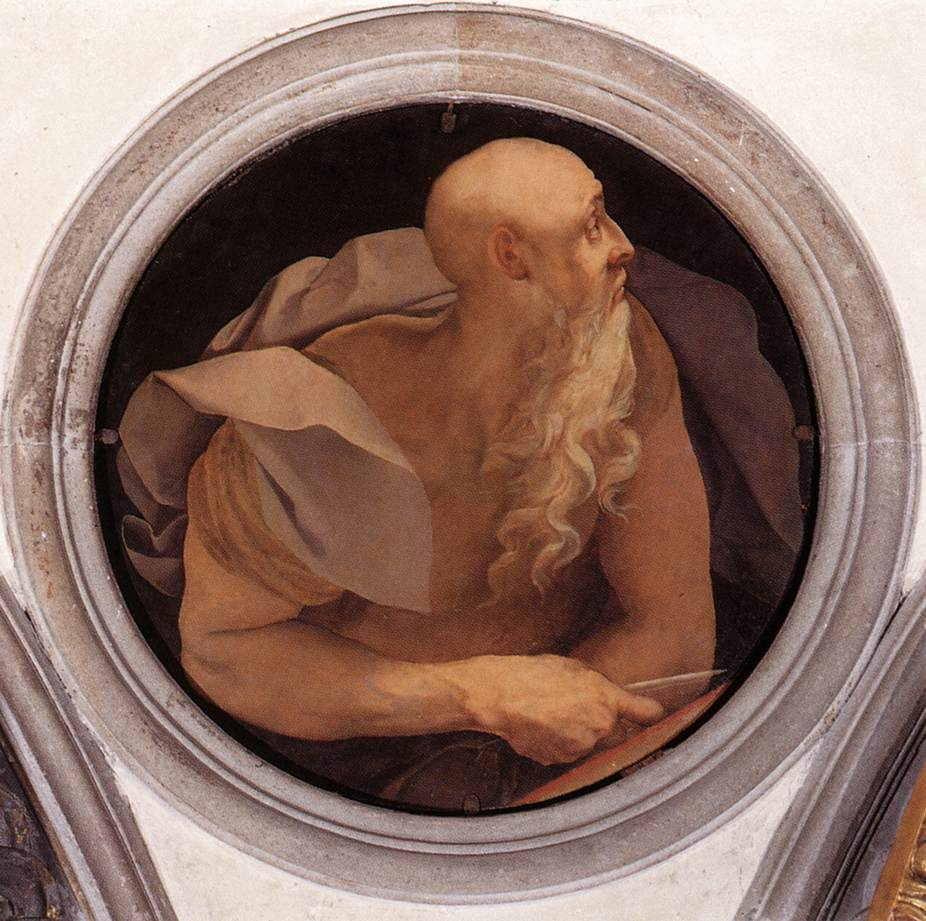
Saint Jean évangéliste.

### Comparaison avec Michel-Ange
De la troisième décennie du XVIe siècle jusqu'à sa dernière phase artistique, Pontormo intensifie sa réflexion sur les œuvres de Michel-Ange avec la ferme volonté de le surpasser. De longues études préparatoires démontrent sa recherche de la perfection formelle, mais ensuite les résultats finaux, d'une certaine manière, n'ont pas répondu à ses attentes.
Dans des œuvres comme les Dix Mille Martyrs (1529-1530), la référence à La Bataille de Cascina est évidente, avec la figure de l'empereur assis au premier plan qui rappelle le Portrait de Julien de Médicis, duc de Nemours, la statue de Michel-Ange dans la Sagrestia Nuova. Une référence à Madone Médicis se trouve en revanche dans la Vierge à l'Enfant avec le petit saint Jean des Offices (vers 1534-1536), tandis que Noli me tangere et Vénus et Cupidon sont des œuvres basées sur les cartons de Michel-Ange.
Le thème du nu en mouvement caractérisé par la torsion du corps se retrouve dans les dessins préparatoires pour l'achèvement des fresques de la salle de la Villa médicéenne de Poggio a Caiano, entreprise confiée en 1532 par Ottaviano de Médicis pour le compte de Clément VII et jamais terminée. Selon le témoignage de Vasari, Pontormo est censé représenter un Hercule et Antée, une Vénus et Adonis et un groupe d'Ignudi jouant au calcio florentin, une référence au récent siège de Florence, avec la partie jouée sous le feu ennemi sur la Piazza Santa Croce le 15 février 1530. Le dessin du soi-disant Joueur qui trébuche reste de l'entreprise, qui peut être lié à un dessin de Michel-Ange de Tizio, ainsi que la peinture sanguine avec les Deux Nus face à face, tous deux conservés dans le Cabinet des dessins et des estampes.
À partir de 1538, et jusqu'en 1543, Pontormo est de nouveau engagé par Cosme Ier de Toscane pour réaliser les fresques de la loggia de la villa Medicea di Castello (œuvres perdues) ; on raconte que, désireux de terminer lui-même toutes les fresques, il s'enferme pendant cinq ans derrière une cloison en bois. Subsiste le dessin de l'Hermaphrodite (également dans le Cabinet des Dessins et des Estampes), dans lequel se retrouve le thème de l'ambiguïté sexuelle. 
Dans ces œuvres, une subversion des règles du nu de Michel-Ange peut être constatée, où au lieu d'un plasticisme vigoureux, les figures apparaissent tantôt gonflées, tantôt vidées, au lieu d'une description anatomique minutieuse ; les membres et leur consistance font l'objet une évocation plus expressive et personnelle.

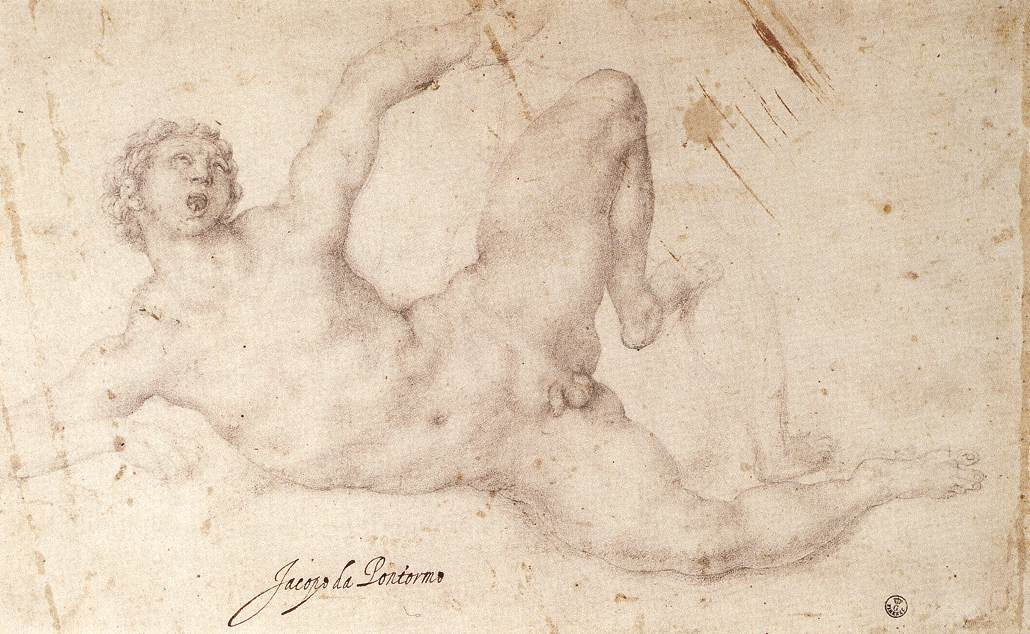
Joueur qui trébuche, années 1530, musée des Offices.
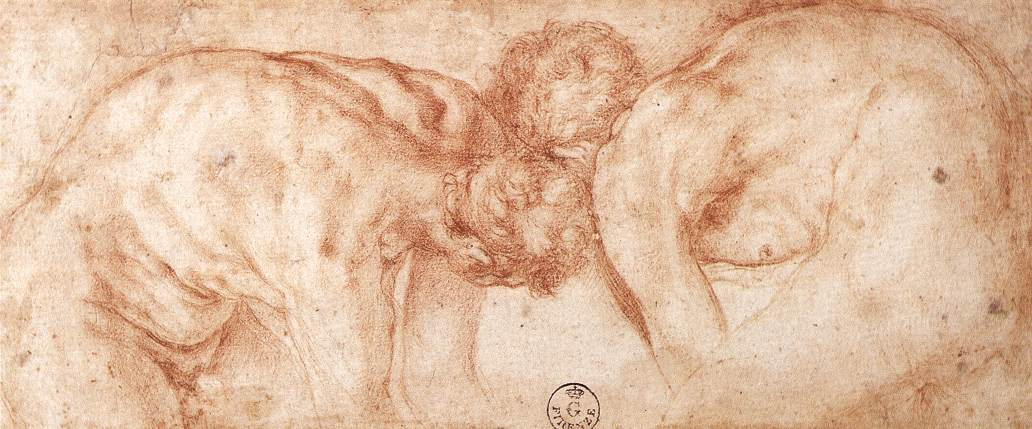
Deux Nus face à face, années 1530, musée des Offices.
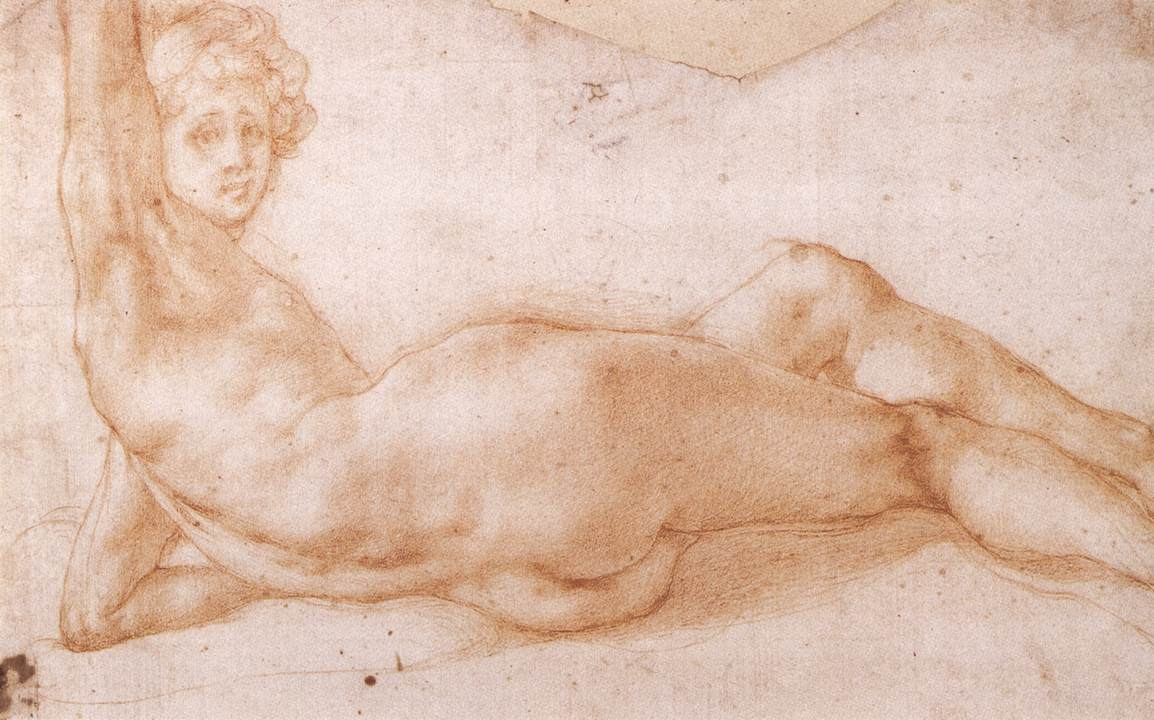
Hermaphrodite, entre 1538 et 1543.

### Chœur de San Lorenzo
À partir de 1546, Pontormo travailla pendant dix ans, jusqu'à sa mort, à la décoration du chœur de la basilique San Lorenzo de Florence, l'église de la famille Médicis. À la mort de Pontormo, elle est complétée par Bronzino, son élève un peu plus jeune et son fidèle ami pendant de nombreuses années. Les fresques sont détruites en 1738, à la suite du remaniement du chœur, mais des traces écrites en sont conservées, comme la critique de Vasari, ainsi que de nombreuses études préparatoires. L'insolite iconographie christologique fait référence au traité crypto-protestant Le Bienfait du Christ, toléré à l'époque et qui relève des milieux de la Contre-Réforme : il proclame la confiance dans le salut individuel par la foi seule. Le même texte manuscrit est en possession du sympathisant réformateur Pier Francesco Riccio, secrétaire particulier du duc Cosme Ier de Toscane, majordome de la cour, aumônier de la basilique San Lorenzo et délégué ducal à la politique artistique, donc décisif dans l'attribution du cycle à Pontormo.
Les fresques des vingt dernières années de la vie de Pontormo sont presque toutes perdues ou ruinées, aussi bien celles de la villa Medicea di Castello que celles de la villa Medicea di Careggi.
Au cours des deux dernières années de sa vie (1554-1556), Pontormo tient un journal intime énigmatique, Il libro mio, très dépouillé, qui mêle notes sur son alimentation, sa santé, sa vie publique et sur l'avancée des travaux des fresques pour le chœur de la basilique San Lorenzo, d'où émerge à la fois sa personnalité originale et cultivée.
C'est dans le domaine du portrait qu'il obtient des résultats heureux et durables. Figés dans des poses, ses personnages se détachent sur un fond fermé, « sans issue » et les couleurs métalliques, parfois éblouissantes, transforment les figures en images d'elles-mêmes.
Il meurt probablement le 31 décembre 1556 ou le 1er janvier 1557 et est enterré le 2 janvier 1557 dans la chapelle des peintres de la basilique de la Santissima Annunziata.

## Postérité

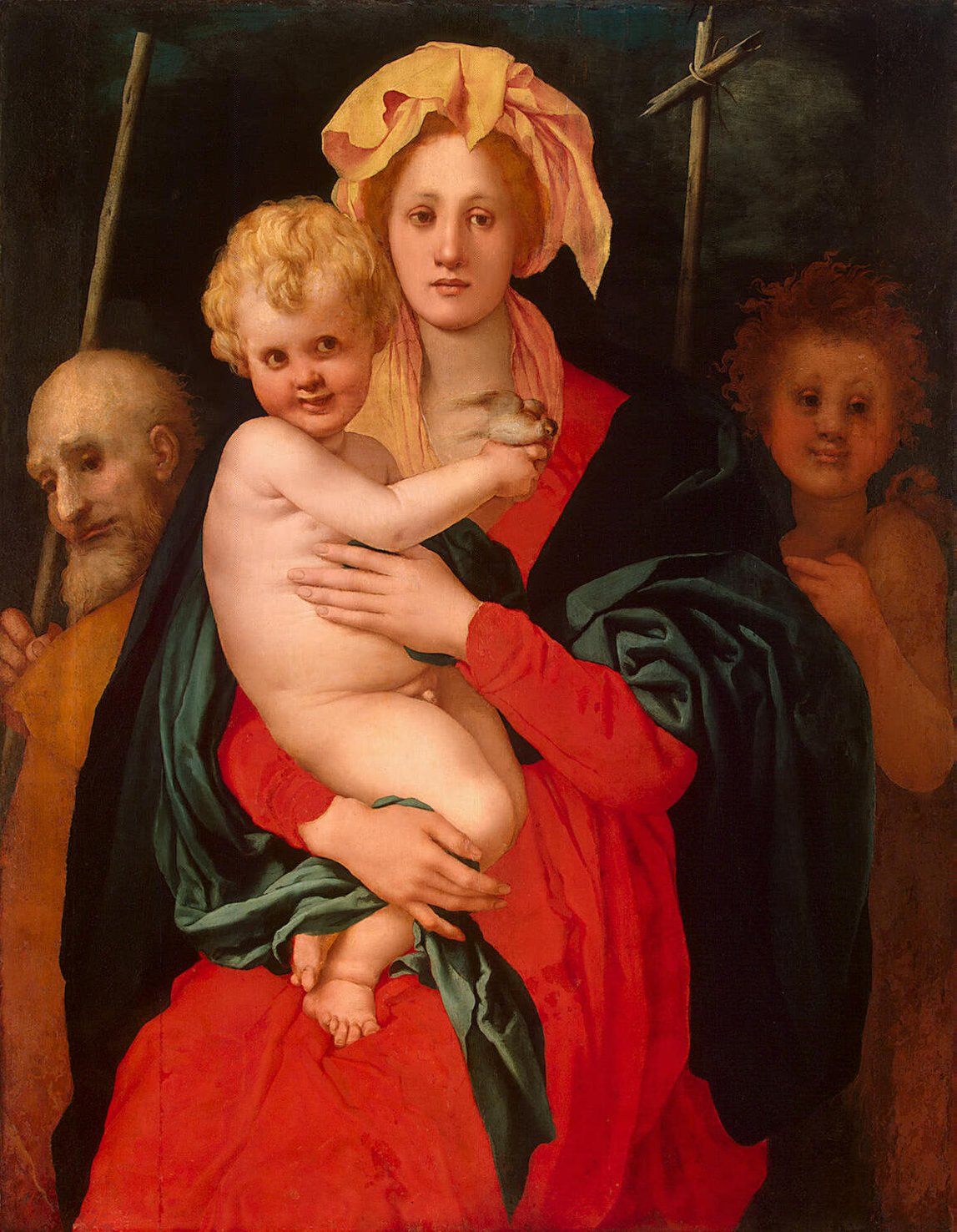
La Sainte Famille avec saint Jean-Baptiste, début des années 1520, musée de l'Ermitage.

Pontormo, qui avait également d'importants protecteurs comme les Médicis, n'a pas, avec le temps, été apprécié comme ses contemporains Andrea del Sarto, Fra Bartolomeo ou Franciabigio. Après les écrits de Vasari, qui n'appréciait pas ses œuvres plus matures, les citations de Pontormo sont pendant de nombreux siècles rares et de peu d'intérêt, signe du désintérêt qui entoure le peintre et ses œuvres jusqu'au début du XXe siècle.
Au début de ce siècle, quelques petits essais témoignent d’un renversement de tendance ; mais c'est surtout un essai de l'historien de l'art Frederik Mortimer Clapp qui suscite un nouvel intérêt pour Pontormo, et plus tard aussi pour d'autres représentants du maniérisme florentin, à l'instar de ce qui était arrivé quelques années plus tôt au Greco.
Ce n'est qu'à cette époque, après la maturation des expériences de l'impressionnisme, de l'expressionnisme et du cubisme, que les anticipations du langage pictural moderne commencent à être réévaluées, libérées de l'obligation de reproduire fidèlement la réalité et l'idéal d'harmonie de la Renaissance. De la maturité de Pontormo, parfois qualifié d'« artiste de la crise », on apprécie les perspectives audacieuses et parfois bizarres, les gestes stylisés loin de l'idée de naturel, les vêtements artificiellement drapés, les expressions effrayées ou réfléchies de ses portraits, précisément ce que Vasari a jugé négativement.
Sa figure a été rappelée dans le film Pontormo - Un amore eretico, dans lequel Pontormo, joué par Joe Mantegna, est représenté dans sa maturité. Le titre du film fait référence à la dernière œuvre du peintre dans le chœur de San Lorenzo.
En 2023, Laurent Binet écrit un roman policier épistolaire autour de la mort de Pontormo.

## Œuvres

### 1510-1519

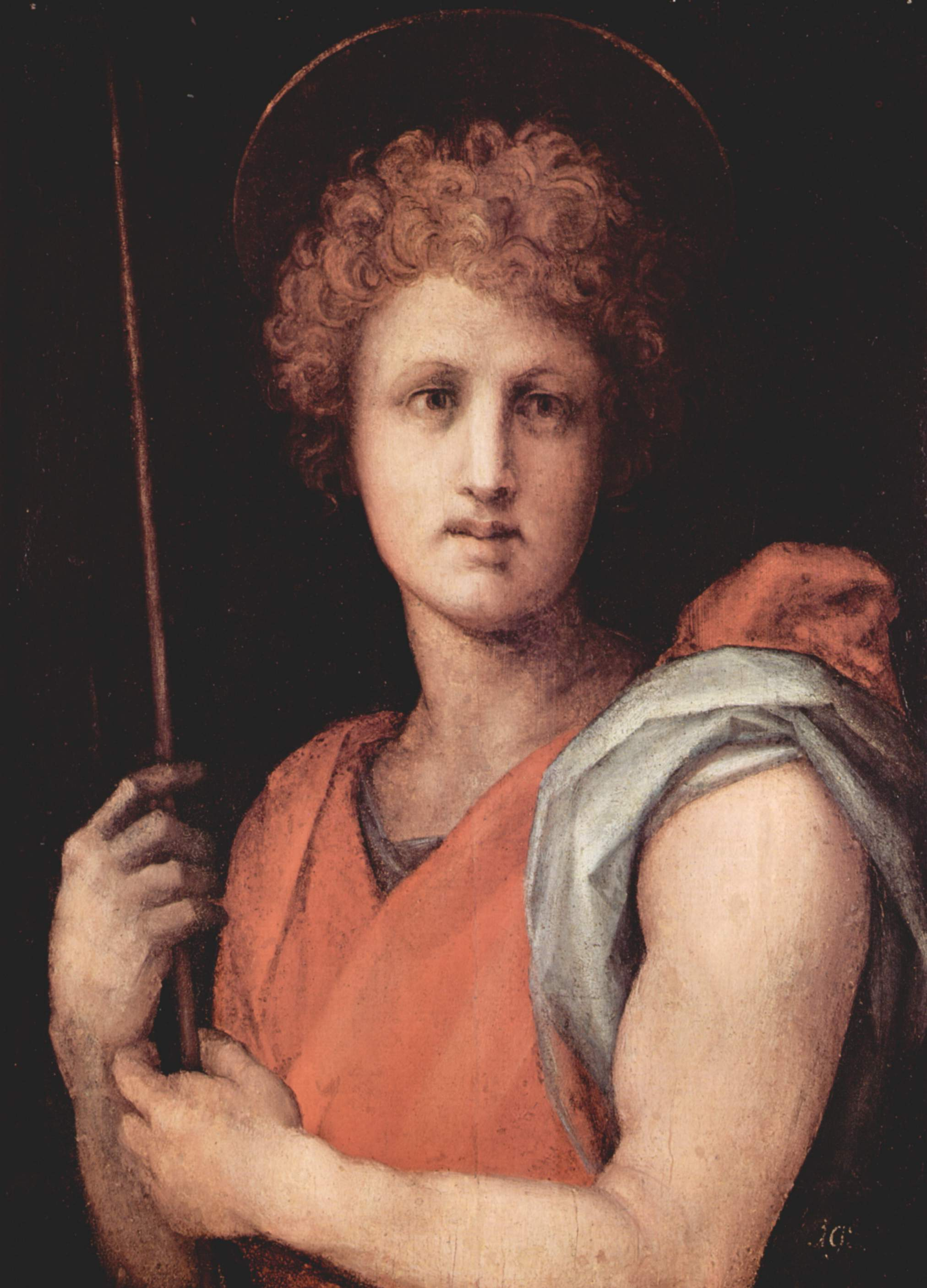
Saint Jean-Baptiste (1515), Dijon, musée des Beaux-Arts de Dijon.

- Léda et le Cygne, vers 1512, tempera sur bois, 55 × 40 cm, musée des Offices, Florence
- 'Saint Jean-Baptiste, vers 1515, huile sur bois, 65 × 47,7 cm, Musée des Beaux-Arts de Dijon, [cat. 9].
- Épisode de la vie hospitalière, 1514, fresque initialement à l'hôpital San Matteo, Galleria dell'Accademia de Florence, [cat. 10].
- Décoration de la chapelle des Papes, basilique Santa Maria Novella, Florence, [cat. 13].
- Fresques de la basilique de la Santissima Annunziata, Florence, 1514 :
  - Conversation sacrée, fresque, chapelle San Luca, [cat. 11] ;
  - Visitation, fresque, atrium, [cat. 17].
- Histoires de Joseph, vers 1518, Londres, National Gallery, [cat. 19-22] :
  - Joseph imploré par ses frères pour obtenir son aide, huile sur bois, 36,3 × 142 cm, [inv. 6453] ;
  - Joseph vendu à Potiphar, huile sur bois, 61 × 51,6 cm, [inv. 6451] ;
  - Pharaon rend sa charge au grand échanson, huile sur bois, 61 × 51,7 cm, [inv. 6452] ;
  - Joseph en Égypte, huile sur bois, 96,5 × 109,5 cm, [inv. 1131].
- Saint Quentin, huile sur bois, 150 × 100 cm, Sansepolcro, Pinacoteca Comunale, [cat. 23].
- Retable Pucci, 1518, Florence, église San Michele Visdomini, [cat. 24].
- Portrait d'un graveur en pierre fine (1517-1518), huile sur bois, 49 × 36 cm, Paris, musée du Louvre[21], [cat. 25].
- Saint Jean l'évangéliste et Saint Michel archange, huile sur bois, 173 × 59 cm, [cat. 30].
- Vertumne et Pomone, 1519, fresque, villa médicéenne de Poggio a Caiano, [cat. 34].

### 1520-1529
- Scène de sacrifice, vers 1520), détrempe sur toile, grisaille, 85 × 148 cm, musée de Capodimonte à Naples. Provient de la Collection Farnèse.
- La Sainte Famille avec saint Jean-Baptiste, vers 1522-1523, huile sur toile, 120 × 99 cm, Saint-Pétersbourg, musée de l'Ermitage.
- L'Adoration des mages, 1523, huile sur bois, 85 × 190 cm, Florence, galerie Palatine, palais Pitti. Exécuté pour l'antichambre de Giovan Maria benintendi, [cat. 32].
- Portait de Cosimo pater patriae, [cat. 33].
- Double portrait de deux amis, vers 1522, huile sur bois, 88 × 68 cm, Venise, Collection Vittorio Cini[22], [cat. 40].

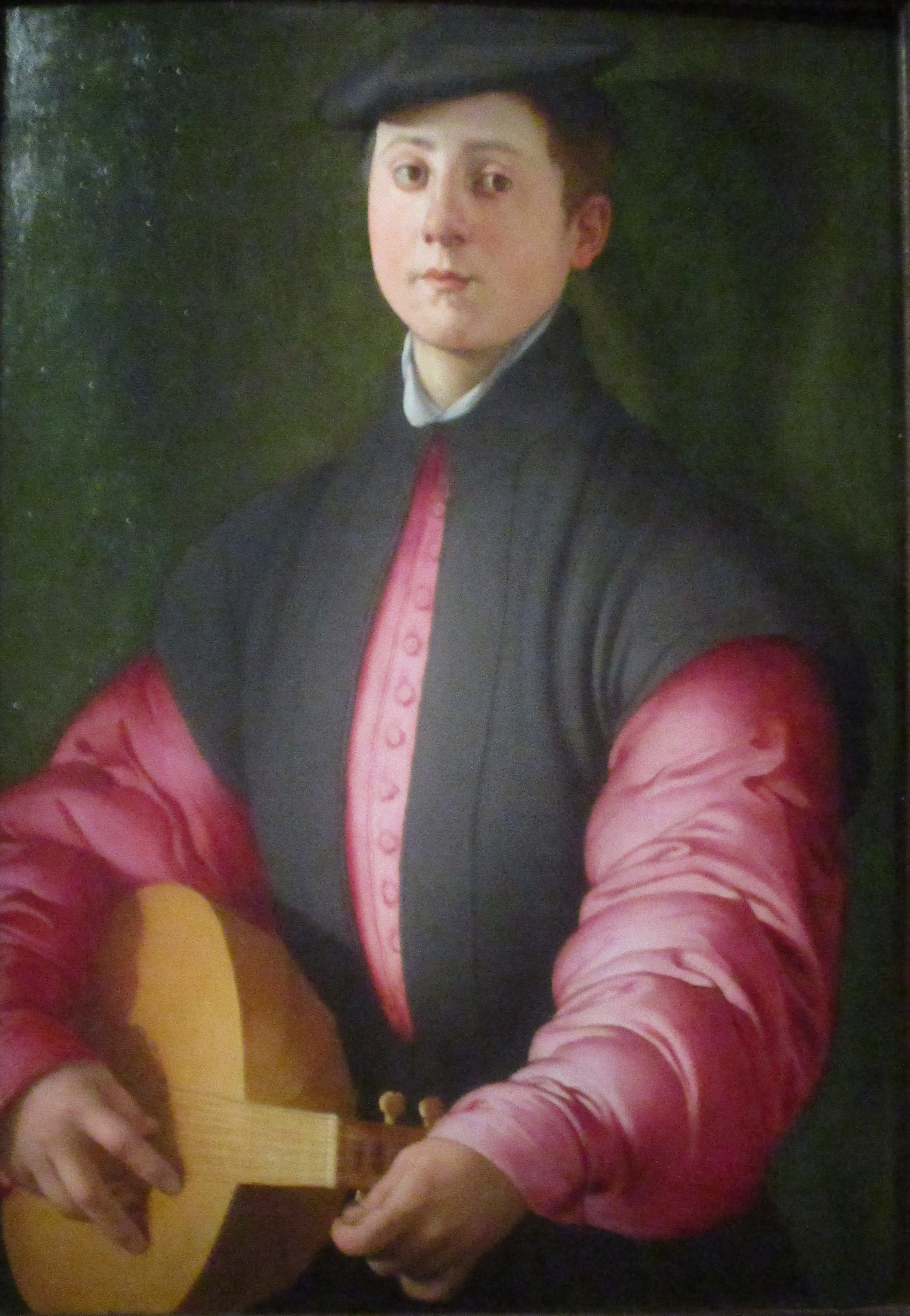
Portrait d'un joueur de luth (1529-1530), Newark, collection Alana.

- Fresques du grand cloître de la Chartreuse de Galluzzo, près de Florence (1523-1525), aujourd'hui exposées dans la pinacothèque de la chartreuse, [cat. 41-45] :
  - Prière dans le jardin des oliviers ;
  - Jésus devant Pilate ;
  - Montée au Calvaire ;
  - Déposition de la croix ;
  - Résurrection.
- Le Souper à Emmaüs, 1525, 230 × 173 cm, Florence, musée des Offices, [inv. 1890 no 9255]. Exécuté pour les moines de la chartreuse du Galluzo, [cat. 46].
- Tabernacle de Boldrone (it), [cat. 49].
- Décoration de la chapelle Capponi, 1526, Église Santa Felicita de Florence, [cat. 50-53] :
  - Les Quatre Évangélistes  ;
  - La Déposition ;
  - L'Annonciation.
- La Visitation, 1528-1529, 202 × 156 cm, église prévôtale Saints-Michel-et-François de Carmignano[23], [cat. 59].
- Saint Jérôme, huile sur bois, 105 × 80 cm, Hanovre, Niedersächsisches Landesmuseum, inv. KM 132, [cat. 61].
- La Vierge à l'Enfant avec sainte Anne entre saint Pierre, saint Sébastien, le Bon Larron et saint Benoît, 1527-1529, huile sur bois, 228 × 176 cm, Paris, musée du Louvre. Retable destiné au maître-autel de l'église conventuelle de Sant'Anna in Verzaia à Florence[21], [cat. 62].
- Le Martyre de saint Maurice et de la légion thébaine ou des onze mille martyrs, 1529-1530, huile sur bois, 65 × 73 cm, Florence, galerie Palatine, palais Pitti. Conçu pour les religieuses de l'hospice des Innocents, [cat. 65].
- Pygmalion et Galatée, huile sur bois, 81 × 64 cm, Florence, galerie des Offices, [Inv. 1890 n°9933], [cat. 66].
- Portrait d'un joueur de luth, vers 1529-1530, huile sur bois 81,2 × 57,7 cm, Newark (Delaware), collection Alana.
- Portrait d'un hallebardier, 1529-1530, huile sur panneau transposé sur toile, 92 × 72 cm, Los Angeles, J. Paul Getty Museum[24], [cat. 76].

### 1530-1539
- Portrait d'un jeune homme au chapeau rouge, vers 1530, huile sur bois 92,1 × 73 cm, Royaume-Uni, collection J. Tomilson Hill.
- Portrait d'Amerigo Antinori, vers 1531, Lucques, musée du palais Mansi, [cat. 67].
- Vénus et l'Amour, huile sur bois, 128 × 197 cm, Florence, Accademia, [Inv. 1890 n°1570], [cat. 70].
- Portrait de Maria Salviati et de Cosimo de Médicis enfant, huile sur bois, 88 × 71 cm, Baltimore, Walters Art Gallery, [inv. 37.596], [cat. 77].
- Portrait de Cosimo Ier vêtu à l'espagnole, huile sur bois, 101 × 76,2 cm, Princeton, [cat. 79].

### 1540-1557
- Monsignor della Casa, 1541-1544, huile sur bois, 102 × 79 cm, Washington, National Gallery of Art, Samuel H. Kress Collection[25], [cat. 80].
- Décoration du chœur de San Lorenzo, 1546-1556, œuvre perdue, [cat. 85].

## Lieux de conservation
Algérie

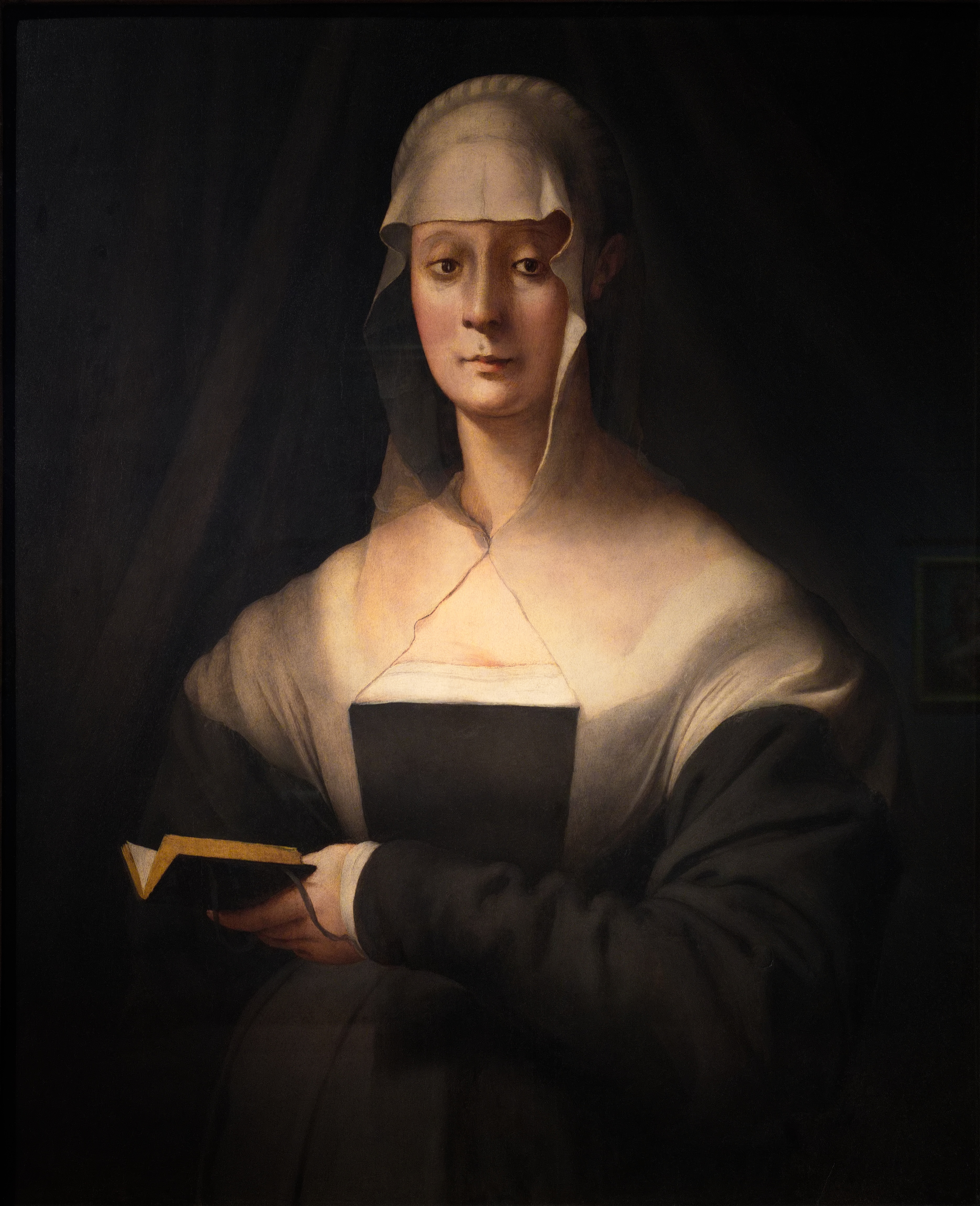
Le Portrait de Maria Salviati de la galerie des Offices.

- Alger, musée national des Beaux-Arts : Portrait d'Alexandre de Médicis.

États-Unis
- Los Angeles, J. Paul Getty Museum : Portrait d'un hallebardier, 1529-1530, huile sur panneau transposé sur toile, 92 × 72 cm.
- Newark, collection Alana : Portrait d'un joueur de luth, vers 1529-1530, huile sur bois 81,2 × 57,7 cm.

Italie
- Florence, galerie des Offices[26] :
  - Portrait de Cosme l'Ancien, 1519-1520, huile sur bois, 87 × 67 cm ;
  - Saint Antoine abbé, vers 1519, huile sur toile, 79 × 66 cm ;
  - Adam et Ève chassés du paradis terrestre, 1520, 43 × 31 cm ;
  - La Vierge sur un trône avec l'Enfant et les saints Jérôme et François, 1522, huile sur bois, 73 × 61 cm ;
  - Le Souper à Emmaüs, 1525, 230 × 173 cm. Exécuté pour les moines de la chartreuse du Galluzo ;
  - Naissance de saint Jean-Baptiste, 1526-1527, huile sur bois, plateau d'accouchée ;
  - La Charité ou Vierge à l'Enfant avec le petit saint Jean, 1527-1528, huile sur bois, 89 × 74 cm ;
  - Léda et le Cygne ;
  - Portrait de Maria Salviati, 1542-1545, huile sur bois.

France
- Beaux-Arts de Paris :
  - Homme debout marchant et Homme assis, sanguine[27], pierre noire et estompe, H. 0,264 ; L. 0,402 m. Au verso : Jeune homme agenouillé, deux enfants nus, esquisse d'un troisième à la sanguine, pierre noire et craie brune. Dessin préparatoire pour Joseph vendu à Potiphar (National Gallery, Londres), panneau peint appartenant au cycle de l'Histoire de Joseph réalisé pour la chambre nuptiale du palais du Borgo Santi Apostoli à Florence à partir de 1515. Le jeune homme agenouillé du verso est à rapprocher d'une figure de Joseph imploré par ses frères (National Gallery, Londres), appartenant au même cycle. Les deux enfants nus du verso s'apparentent à la Sainte Conversation de Pala Pucci (achevée en 1528) et enfin la figure tracée à la pierre noire n'a pu être rapprochée d'une œuvre précise de Pontormo[28].
  - Homme vu à mi-corps de trois-quarts dos, le bras droit levé[29], sanguine et craie blanche sur papier beige, H. 0,237 ; L. 0,137 m. Au verso : étude coupée des jambes d'un personnage à la sanguine. Étude considérée par Bernard Berenson comme une première pensée pour le Christ de la Déposition de l'église Santa Felicita à Florence. Étude fort précise de l'anatomie de sa figure. Le traitement de la musculature, l'attitude contorsionnée, la ligne serpentine et le caractère esquissé de la tête sont des emprunts manifestes à l'œuvre de Michel-Ange. Dessin daté entre 1519 et 1528[30].

Royaume-Uni
- Collection J. Tomilson Hill (dépôt, réserves de la National Gallery, Londres) : Portrait d'un jeune homme au chapeau rouge, vers 1530, huile sur bois, 92,1 × 73 cm.

Localisation à préciser
- Vierge à l'Enfant, huile sur panneau, 75 × 62 cm.

## Écrit
- Jacopo da Pontormo (trad. Fabien Vallos), Journal, éditions MIx., 2008

### Filmographie
- Pontormo, film italien de Giovanni Fago sorti en 2004.

### Autres projets
- Maison natale du Pontormo (it)
- Maison de Jacopo Pontormo (it)